# Luiz Razia

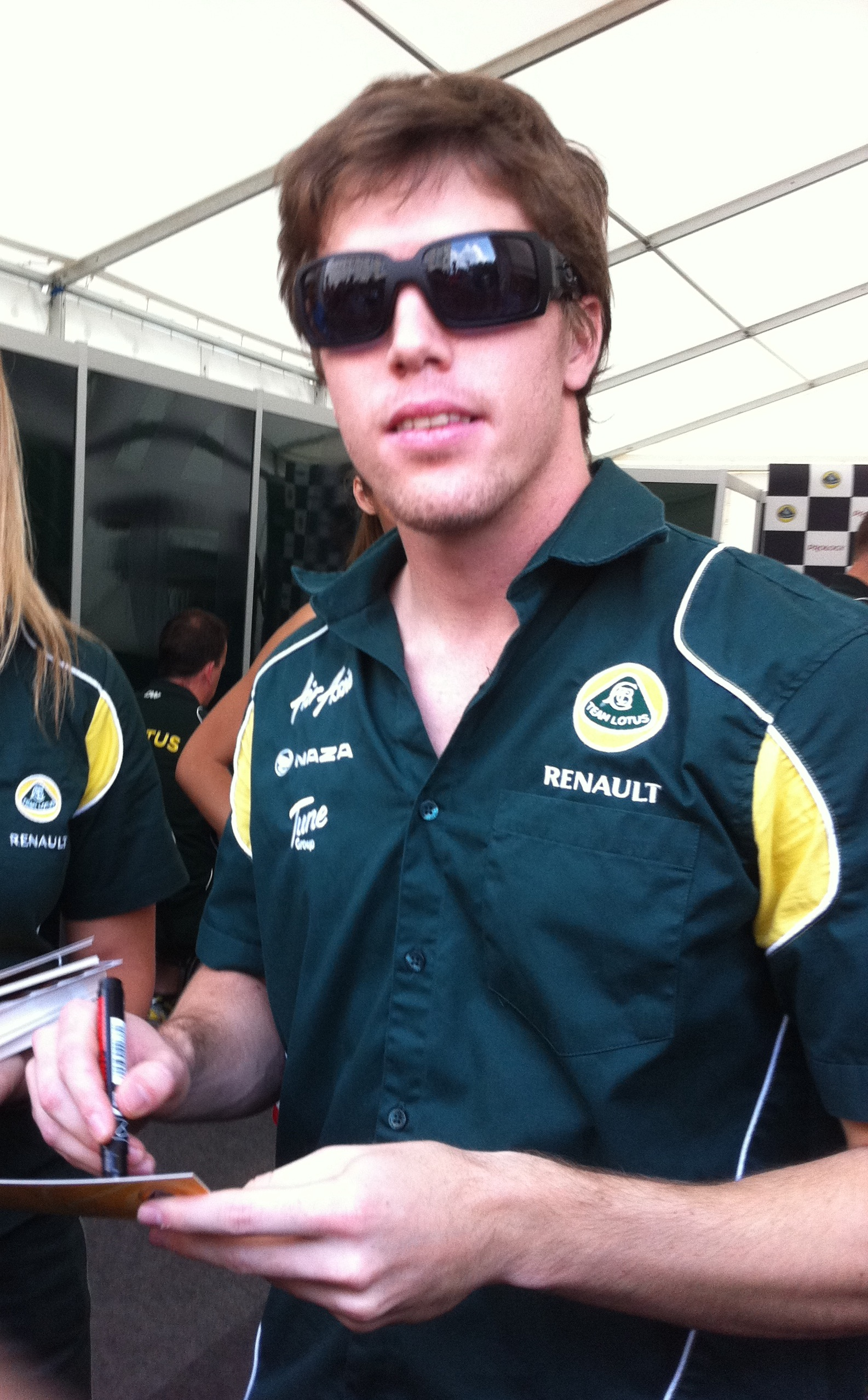
Luiz Razia 2011

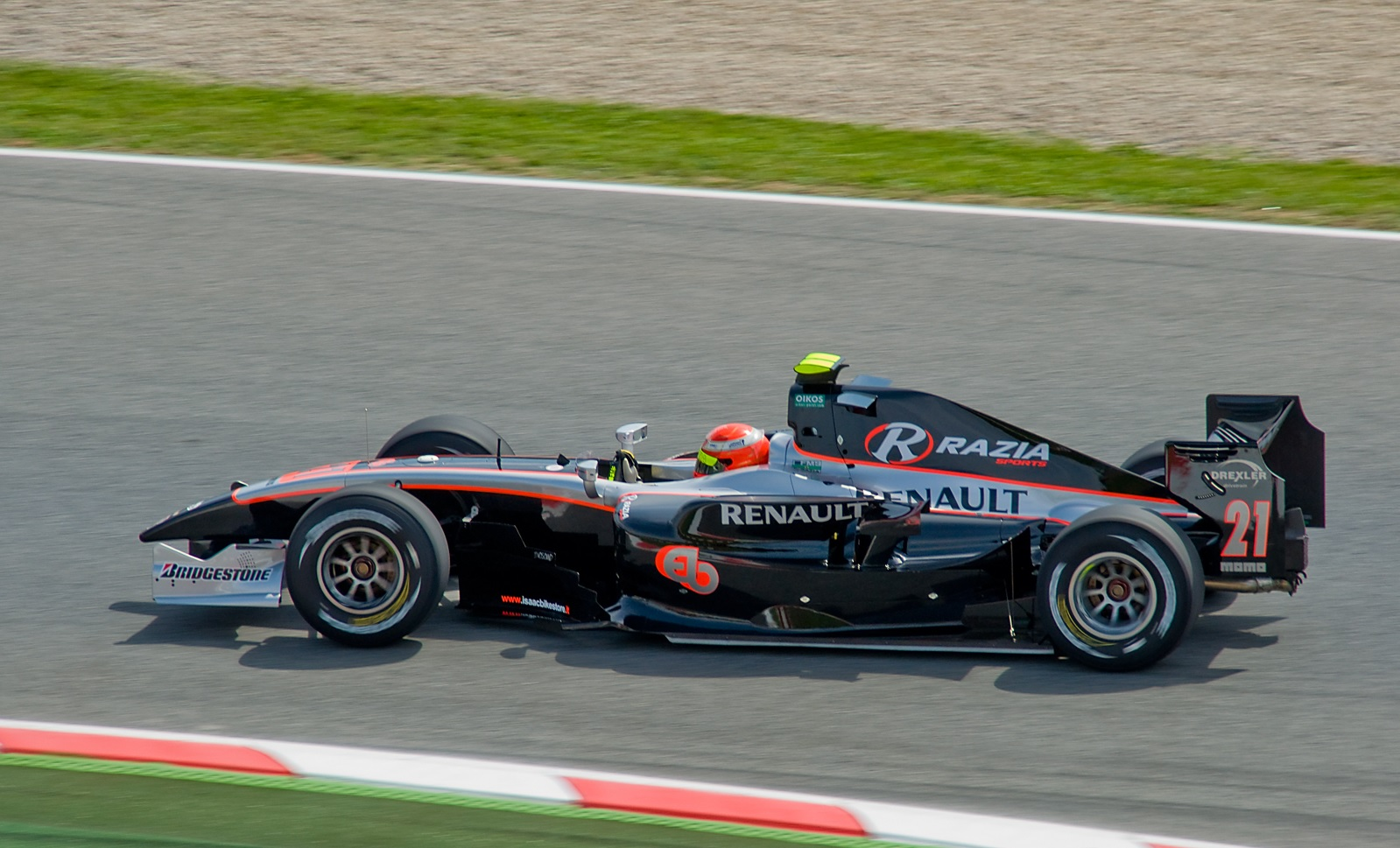
Razia in der GP2-Serie-Saison 2009 in einem Auto von Fisichella Motor Sport in Catalunya

Luiz Tadeu Razia Filho (* 4. April 1989 in Barreiras) ist ein ehemaliger brasilianischer Automobilrennfahrer. Er wurde 2006 südamerikanischer Formel-3-Meister. Er war von 2009 bis 2012 in der GP2-Serie aktiv. Seine beste Gesamtplatzierung erreichte er dort 2012 mit dem zweiten Platz. Er fuhr 2014 in der Indy Lights.

## Karriere
Razia begann seine Formelsport-Karriere 2005 in der südamerikanischen Formel-3-Meisterschaft bei Dragão Motorsport. Mit zwei Siegen und insgesamt sechs Plätzen auf dem Podium wurde er Sechster in der Gesamtwertung. Zusätzlich fuhr Razia für Dragão Motorsport in der brasilianischen Formel Renault und wurde dort Zehnter im Gesamtklassement. Auch 2006 startete der er in der südamerikanischen Formel 3 erneut für Dragão Motorsport. Razia gewann bei elf Podiumsplätzen sieben Rennen und holte sich den Meistertitel vor Mario Moraes und Diego Nunes. Außerdem nahm Razia an drei Rennen der F3000 International Masters für Charouz Racing teil. Er gewann jedes Rennen und wurde damit Achter in der Gesamtwertung.
2007 wechselte Razia in die Euroseries 3000 nach Europa. Zuerst startete er für Fisichella Motor Sport, wechselte aber noch während der Saison zu ELK Motorsport. Er erreichte vier Podiumsplatzierungen und er wurde Dritter in der Gesamtwertung. Zusätzlich fuhr Razia vier Rennen in der Formel Renault 3.5 für GD Racing. Auch 2008 startete Razia für ELK Motorsport sowohl in der Euroseries 3000. Sein Teamkollege war Nicolas Prost. Mit zwei Siegen belegte Razia am Saisonende den vierten Gesamtrang in der Euroseries 3000, während Prost den Meistertitel gewann.
In der Saison 2008/2009 der GP2-Asia-Serie ging Razia für Arden International an den Start. Nach einem schwachen Saisonstart, gelang Razia beim letzten Rennen in Sakhir sein erster GP2-Sieg. Im Gesamtklassement erreichte Razia den 13. Platz. In der europäischen Hauptserie der GP2-Serie startete Razia 2009 für FMS International, die sich zur Saisonmitte in PartyPokerRacing.com Scuderia Coloni umbenannt hatten. Nachdem Razia an den ersten acht Rennwochenenden keine Punkte einfuhr, gewann er in Monza das Sprintrennen und holte somit seinen ersten Sieg in der GP2-Serie. Am Saisonende belegte er den 19. Gesamtrang. In der Saison 2009/2010 der GP2-Asia-Serie trat Razia bei zwei Rennwochenenden an. Den ersten Lauf absolvierte er für das Barwa Addax Team und das Saisonfinale für das Rapax Team. In der Gesamtwertung wurde er 26.
Ende 2009 wurde Razia vom Formel-1-Rennstall Virgin Racing als Testfahrer für die Saison 2010 unter Vertrag genommen. In dieser Funktion nahm er im Rahmen der Young-Driver-Days zum ersten Mal an einem offiziellen Formel-1-Test teil. Parallel dazu ging er 2010 für das Rapax Team als Teamkollege von Pastor Maldonado in der GP2-Serie an den Start. Mit drei zweiten Plätzen stand Razia dreimal auf dem Podium. Nachdem er zum Saisonbeginn regelmäßig punktete, blieb er anschließend über weite Strecken der Saison ohne Punkte und holte erst beim Saisonfinale weitere Zähler. Während Maldonado den Meistertitel gewann, beendete Razia die Saison auf dem elften Gesamtrang. Außerdem absolvierte er ein Rennwochenende in der nationalen Klasse der britischen Formel-3-Meisterschaft 2010.
2011 übernahm Razia beim Team Lotus in der Formel 1 die Position des Testfahrers. Während der Saison gab es Überlegungen, dass Razia bei seinem Heimrennen, dem Großen Preis von Brasilien, für Lotus sein Renndebüt geben könnte. Der Rennstall entschied sich jedoch dagegen, da er sich in der Konstrukteursweltmeisterschaft noch im Kampf mit anderen Teams befand. Razia kam an diesem Wochenende jedoch, wie auch zuvor schon beim Großen Preis von China, im Freitagstraining zum Einsatz. Außerdem ging Razia für das Caterham Team AirAsia, dem GP2-Rennstall von Lotus, in der GP2-Asia- und in der GP2-Serie an den Start. In der GP2-Asia-Serie wurde er 25. im Gesamtklassement. In der GP2-Serie belegte er mit einem zweiten Platz als bestes Resultat den zwölften Gesamtrang. Darüber hinaus nahm er am GP2 Final 2011 teil. Dieses beendete er mit einem zweiten Platz als bestes Resultat auf dem dritten Rang. 2012 kehrte Razia innerhalb der GP2-Serie zu Arden International zurück. Er gewann den Saisonauftakt in Sepang und führte die Gesamtwertung nach dieser Veranstaltung an. Anschließend verlor er diese an Davide Valsecchi. Mit Siegen in den Sprintrennen von Barcelona, Valencia und Silverstone gelang es ihm, die Meisterschaftführung erneut zu übernehmen. Beim zweitletzten Rennwochenende verlor er die Gesamtführung jedoch wieder an Valsecchi und Razia wurde schließlich mit 222 zu 247 Punkten Vizemeister. Darüber hinaus absolvierte Razia Formel-1-Testfahrten für Force India.
2013 wurde Razia zunächst von Marussia als Formel-1-Stammfahrer bestätigt. Er war bei dem Rennstall bereits 2010 Testfahrer gewesen, als das Team noch unter dem Namen Virgin angetreten war. Razia erhielt bei Marussia das Cockpit, für das Timo Glock ursprünglich einen Vertrag besaß, der kurz zuvor aufgelöst worden war. Nachdem Razia schon an der ersten Testwoche teilgenommen hatte, kam er in der zweiten nicht zum Einsatz. Im Verlauf der dritten Testwoche gab Marussia bekannt, den Vertrag mit Razia aufgelöst zu haben, da es Probleme mit seinen Sponsoren gab. Jules Bianchi wurde als Razias Nachfolger vorgestellt. Razia wechselte daraufhin in den GT-Sport und fuhr für Bhai Tech Racing in der International GT Open. Zusammen mit Chris van der Drift gewann er einmal die GTS-Klasse. Die beiden schlossen die Saison auf dem achten Rang in der GTS-Wertung ab, während ihr Teamkollege Giorgio Pantano diese Wertung für sich entschied.
2014 kehrte Razia in den Formelsport zurück. In Nordamerika startete er für Schmidt Peterson Motorsports in der Indy Lights. Razia gewann das zweite Rennen der Liberty Challenge auf einer Straßenkursvariante des Indianapolis Motor Speedway. Bei vier weiteren Rennen stand er auf dem Podest. Er beendete seine erste Saison auf dem fünften Gesamtrang und war damit zweitbester Fahrer seines Teams. Mit 403 zu 547 Punkten unterlag er Jack Harvey.

## Statistik

### Karrierestationen
| - 2005: Südamerikanische Formel 3 (Platz 6) - 2005: Brasilianische Formel Renault (Platz 10) - 2006: Südamerikanische Formel 3 (Meister) - 2006: F3000 International Masters (Platz 8) - 2007: Euroseries 3000 (Platz 3) - 2007: Formel Renault 3.5 (Platz 38) - 2008: Euroseries 3000 (Platz 4) | - 2009: GP2-Asia-Serie (Platz 13) - 2009: GP2-Serie (Platz 19) - 2010: GP2-Asia-Serie (Platz 26) - 2010: GP2-Serie (Platz 11) - 2010: Formel 1 (Testfahrer) - 2011: GP2-Asia-Serie (Platz 25) - 2011: GP2-Serie (Platz 12) | - 2011: Formel 1 (Testfahrer) - 2012: GP2-Serie (Platz 2) - 2012: Formel 1 (Testfahrer) - 2013: International GT Open, GTS (Platz 8) - 2013: Formel 1 (Testfahrer) - 2014: Indy Lights (Platz 5) |